# Giordano Macellari

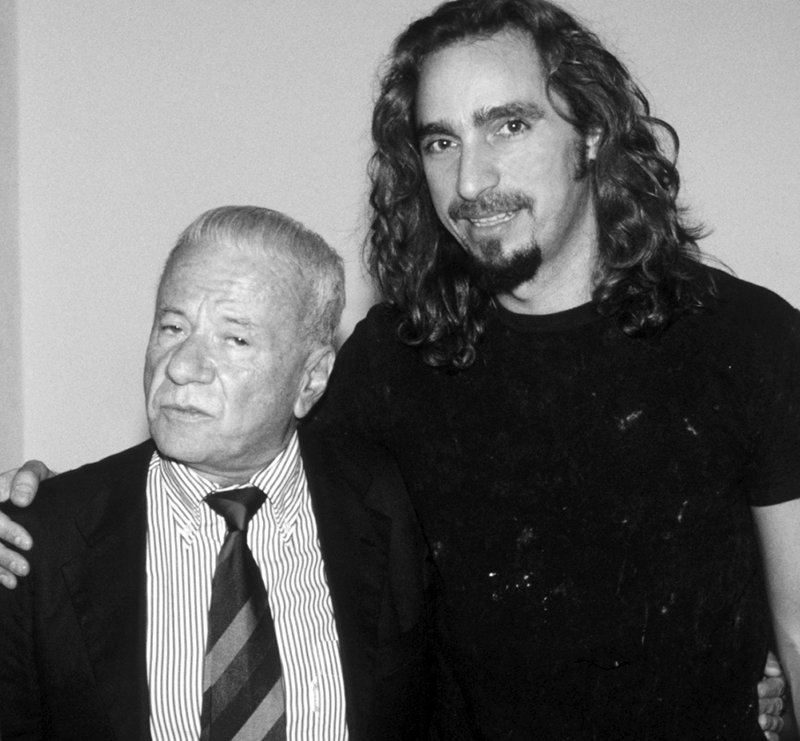
Achille Bonito Oliva e Giordano Macellari (2003).

Giordano Macellari (Potenza Picena, 31 dicembre 1962) è un pittore italiano.

## Biografia

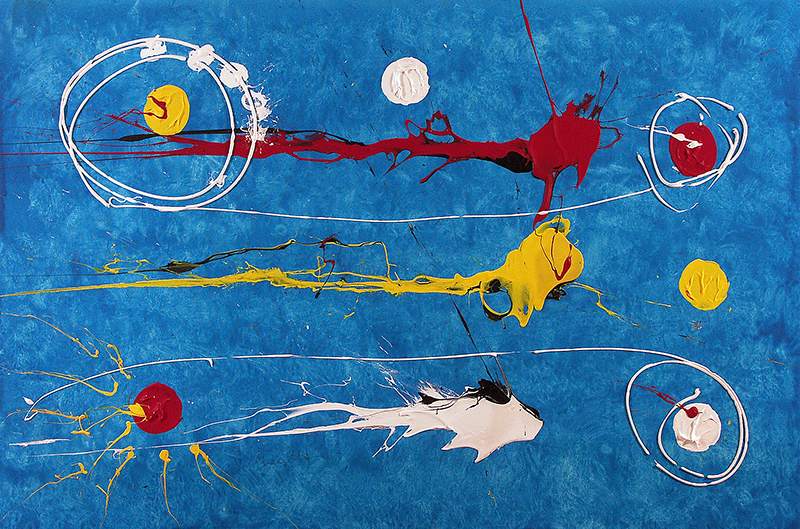
Giordano Macellari - Il Mio Universo X0382UNAT, 2004 - Acrilico su tela - cm 120x80

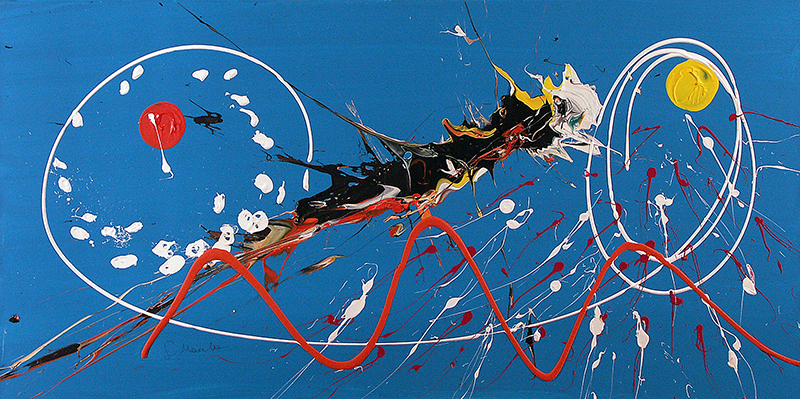
Giordano Macellari - Il Mio Universo X0385UNAT, 2004 - Acrilico su tela - cm 120x60

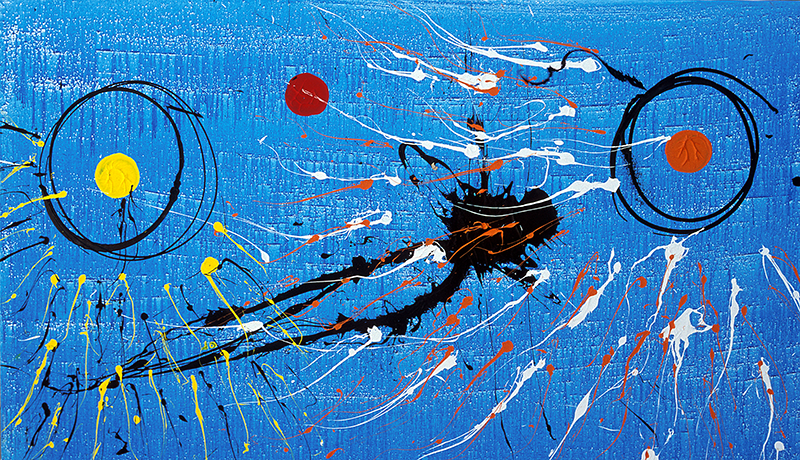
Giordano Macellari - Il Mio Universo X0021UNAT - Acrilico su tela, cm 120x70

Giordano Macellari nasce a Potenza Picena il 31 dicembre 1962. Nel 1968 la famiglia si trasferisce a Casette d'Ete, località non molto distante dal paese di nascita. Autodidatta, inizia a dipingere negli anni '80. Le sue attività di pittore e di imprenditore calzaturiero si compenetrano sino al 2002, anno in cui compie 40 anni e decide di dedicarsi alla pittura in maniera totale ed esclusiva. Per scelta, espone le sue opere al pubblico soltanto dopo questa decisione radicale. La prima mostra personale risale al 2003, al Palazzo dei Capitani di Ascoli Piceno. Nello stesso anno seguiranno altre mostre personali in Italia. L'anno successivo, 2004, espone con una personale a New York presso la Ward-Nasse Gallery. 
Nei tre anni successivi partecipa ad una ventina di mostre tra collettive e personali. Tra le più importanti, oltre alla già citata personale a New York, una personale presso la “Sala Bianca” della Reggia di Caserta, una personale a Porto Alegre, in Brasile, presso la "Casa de Cultura Màrio Quintana”, dove Macellari è stato scelto tra più di cento candidati. Macellari ha inoltre partecipato alla 27ª Shanghai Art Fair 2007, esponendo le proprie opere negli spazi espositivi della Nancy's Gallery di Shanghai. Seguono altre esposizioni collettive, di nuovo a New York ed in Brasile. Nel 2004 partecipa alla Biennale delle Arti dell'Unità d'Italia, tenutasi alla Reggia di Caserta.
In Italia ha esposto a Milano, Venezia, Roma, Ancona, Civitanova Marche, Sant'Elpidio a Mare, Montelupone, Piombino, Teano.
La maggior parte delle mostre personali in Italia sono state curate dallo storico dell'arte Stefano Papetti.

## Progetti

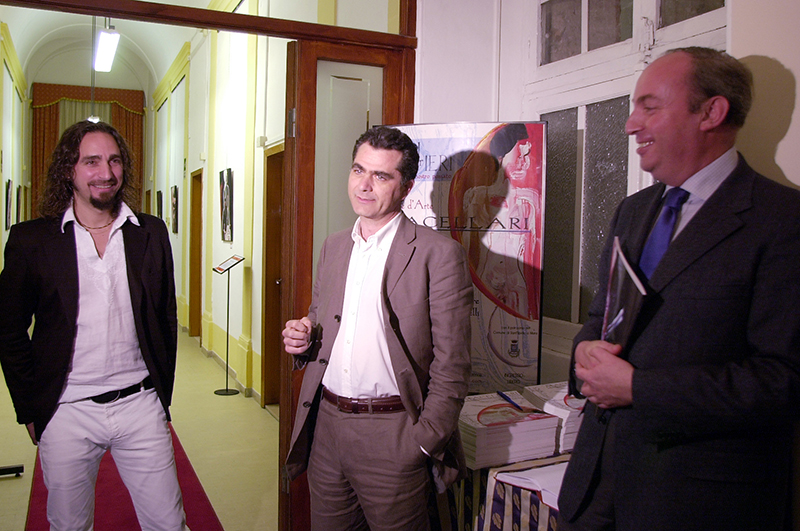
Giordano Macellari, Antonio Santori e Stefano Papetti nel 2005

Giordano Macellari è l'ideatore del progetto artistico dal titolo Oggi per ieri. Il progetto ha come scopo il recupero di opere d'arte del passato. A seguito dell'esposizione di Giordano Macellari, presso la Pinacoteca civica Vittore Crivelli di Sant’Elpidio a Mare, curata da Stefano Papetti e con l'intervento di Antonio Santori, nel 2006 è stato possibile restaurare lo Sposalizio della Vergine, una pala d'altare di cm 180x300, conservata nella Chiesa di San Filippo Neri (Sant’Elpidio a Mare). In seguito alla ripulitura, avvenuta sotto la supervisione della Soprintendenza del patrimonio artistico nelle Marche, Il restauratore ha rinvenuto la firma Alexander Ricci firmanus pinxit 1801, figlio dell'artista Filippo Ricci, allievo a Roma di Francesco Trevisani.
Il progetto Oggi per ieri ha inoltre permesso al Comune di Montelupone, di avere in possesso l'opera Paesaggio del pittore Corrado Pellini; artista di Montelupone scomparso prematuramente nel 1934 a soli 26 anni. L'opera era stata acquistata a suo tempo dall'artista futurista Ivo Pannaggi dallo stesso Pellini. Gli eredi oggi hanno voluto cedere detta opera, la quale è stata collocata presso la Pinacoteca Corrado Pellini di Montelupone.

## Curiosità

### New York

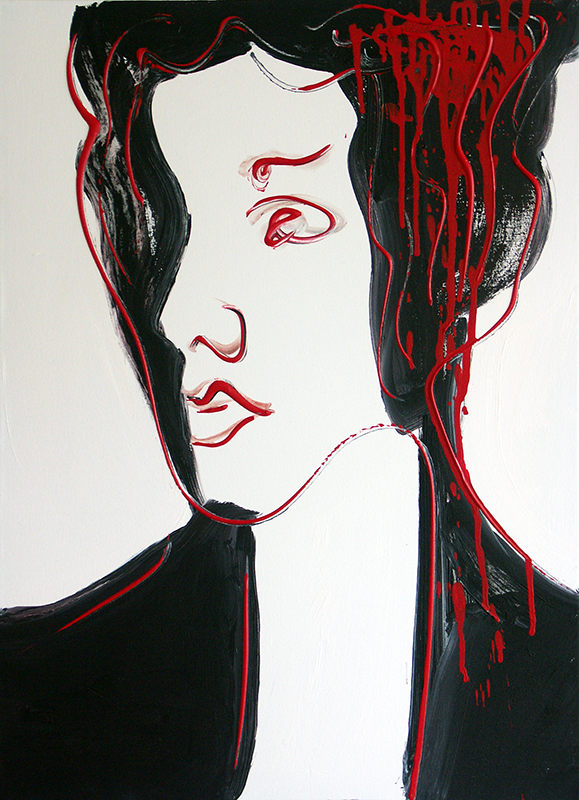
Giordano Macellari - Violet X0218RIAT, 2004 - Acrilico su tela - 22x30 inches

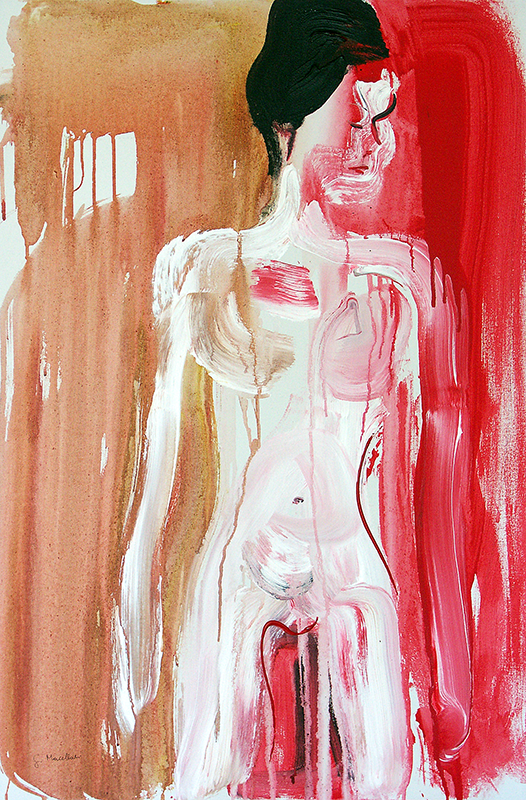
Giordano Macellari - Flor X0225RIAT, 2004 - Acrilico su tela - 24x36 inches

Nel 2004 Macellari soggiorna due mesi a New York. Lo ospita un amico di vecchia data. Macellari contraccambia l'ospitalità dipingendo oltre 500 camicie bianche che, invendibili, giacevano da anni in magazzino. Le camicie, prive di firma, sono state tutte vendute in breve tempo dal suo amico, nei suoi negozi, come semplici camicie e non come opere d'arte.
Nello stesso periodo Giordano Macellari dipinge a New York 44 quadri proponendosi di portare a termine ogni opera in soli sette minuti.

### Brasile
Nel 2003 durante un soggiorno di tre mesi in Brasile, Macellari dipinge una serie di ritratti femminili.

### Venezuela
Nel 2002, punto di divisione tra la vecchia e la nuova vita, Macellari parte per un lungo viaggio in Venezuela. Dipinge una serie di ritratti femminili ispirati a ragazze conosciute sul posto.

## Alcune opere

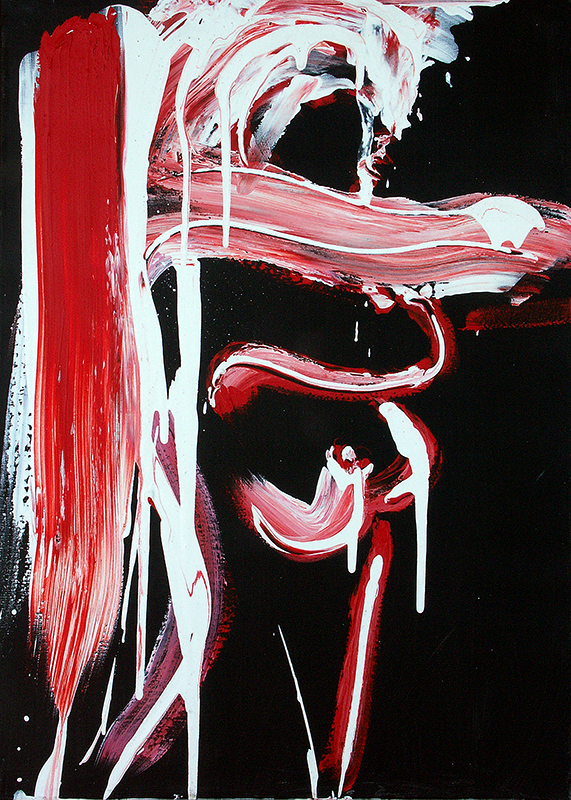
Giordano Macellari - Nudo Nero X0181NNAT, 2003 - Acrilico su tela, - cm 50x70

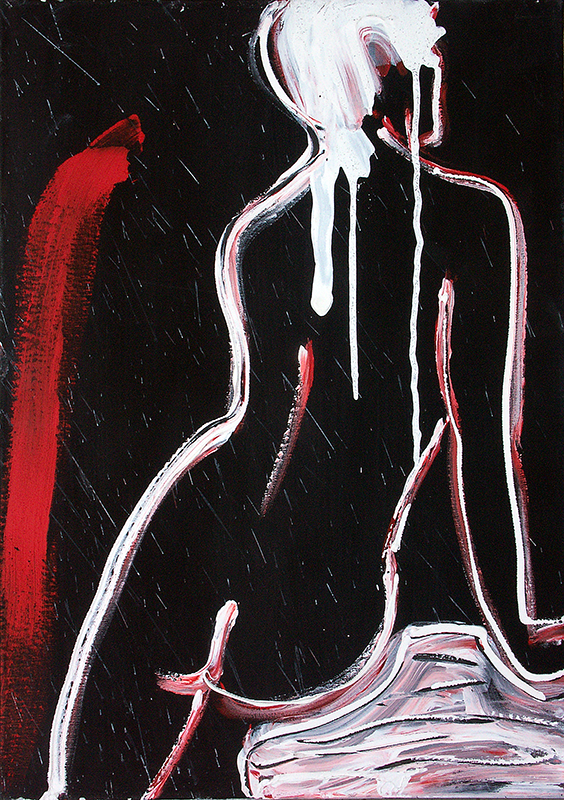
Giordano Macellari - Nudo Nero X0180NNAT. 2003 - Acrilico su tela, - cm 50x70

- Nudo Nero, X0182NNAT - acrilico su tela - cm 50x70
- Nudo Nero, X0458NNAT - acrilico su tela - cm 90x60
- Crocifissione, X0341ASAT - acrilico su tela - cm 120x80
- Crocifissione, X0340ASAT - acrilico su tela - cm 70x50
- Crocifissione, X0339ASAL - acrilico su legno - cm 80x40,4x1,8
- Crocifissione, X0353ASAT - acrilico su tela - cm 80x120
- Cristo benedicente, X0345ASAT - acrilico su tela - cm 80x120
- Eco e Narciso, X0173NUAT - acrilico su tela - cm 70X120
- Leda e il cigno, X0074MIAT - acrilico su tela - cm 60X120
- Nadia, X0307RIAT - acrilico su tela - cm 80x120
- Maria, X0322RIAT - acrilico su tela - cm 60x120
- Tania, X0330RIAT - acrilico su tela - cm 80x120
- Il Mio Universo, X0383UNAT - acrilico su tela - cm 120x80
- Il Mio Universo, X0410UNAT - acrilico su tela - cm 120x80
- Il Mio Universo, X0408UNAT - acrilico su tela - cm 120x80